# Добровільська волость
Добровільська волость — адміністративно-територіальна одиниця Павлоградського повіту Катеринославської губернії.
Станом на 1886 рік — складалася з 15 поселень, 15 сільських громад. Населення 5259 — осіб (2725 осіб чоловічої статі та 2534 — жіночої), 976 дворових господарства.
|                     | Площа, десятин | У тому числі орної, десятин |
| ------------------- | -------------- | --------------------------- |
| Сільських громад    | 7645           | 7251                        |
| Приватної власності | 20700          | 6423                        |
| Іншої власності     | 120            | 120                         |
| Загалом             | 28465          | 13794                       |

Найбільші поселення волості:
- Добровілля — село при річках Самара та Опалиха за 60 верст від повітового міста, 2382 особи, 447 дворів, церква православна, школа, 4 лавки, 3 ярмарки.
- Олександрівка — село при річці Опалиха, 755 осіб, 148 дворів.